# Nils Gyldén
Nils Olof Gyldén, född den 21 september 1937 i Oscars församling i Stockholm, är en svensk ingenjör.

## Karriär
Åren 1959–1962 var han förste assistent vid Kungliga Tekniska högskolan och tog 1960 civilingenjörexamen där. Han var 1962–1966 förste forskningsingenjör vid Försvarets forskningsanstalt (FOA) och 1966–1976 laborator. Han tog 1970 teknologie licentiatexamen och 1971 teknologie doktorsexamen vid KTH och blev 1972 docent där. Åren 1976–1981 var han överingenjör vid FOA. Han var 1981–1994 departementsråd och chef för Sekretariatet för säkerhetspolitik och långsiktsplanering inom totalförsvaret vid Försvarsdepartementet. Åren 1994–1996 var han rektor för Försvarshögskolan. Som generaldirektör vid Försvarsdepartementet arbetade han 1997–2002 som oberoende försvarsrådgivare åt de baltiska staterna.
Nils Gyldén var expert i Neutralitetspolitikkommissionen 1992–1994. Han invaldes 1978 som ledamot i Kungliga Krigsvetenskapsakademien.

## Utmärkelser
- Kommendör av Norska förtjänstorden (1 juli 1994)[2]